# Drużbice (gmina)
Drużbice (do 1954 gmina Wadlew) – gmina wiejska w województwie łódzkim, w powiecie bełchatowskim. W latach 1975–1998 gmina położona była w województwie piotrkowskim.
Siedziba gminy to Drużbice.

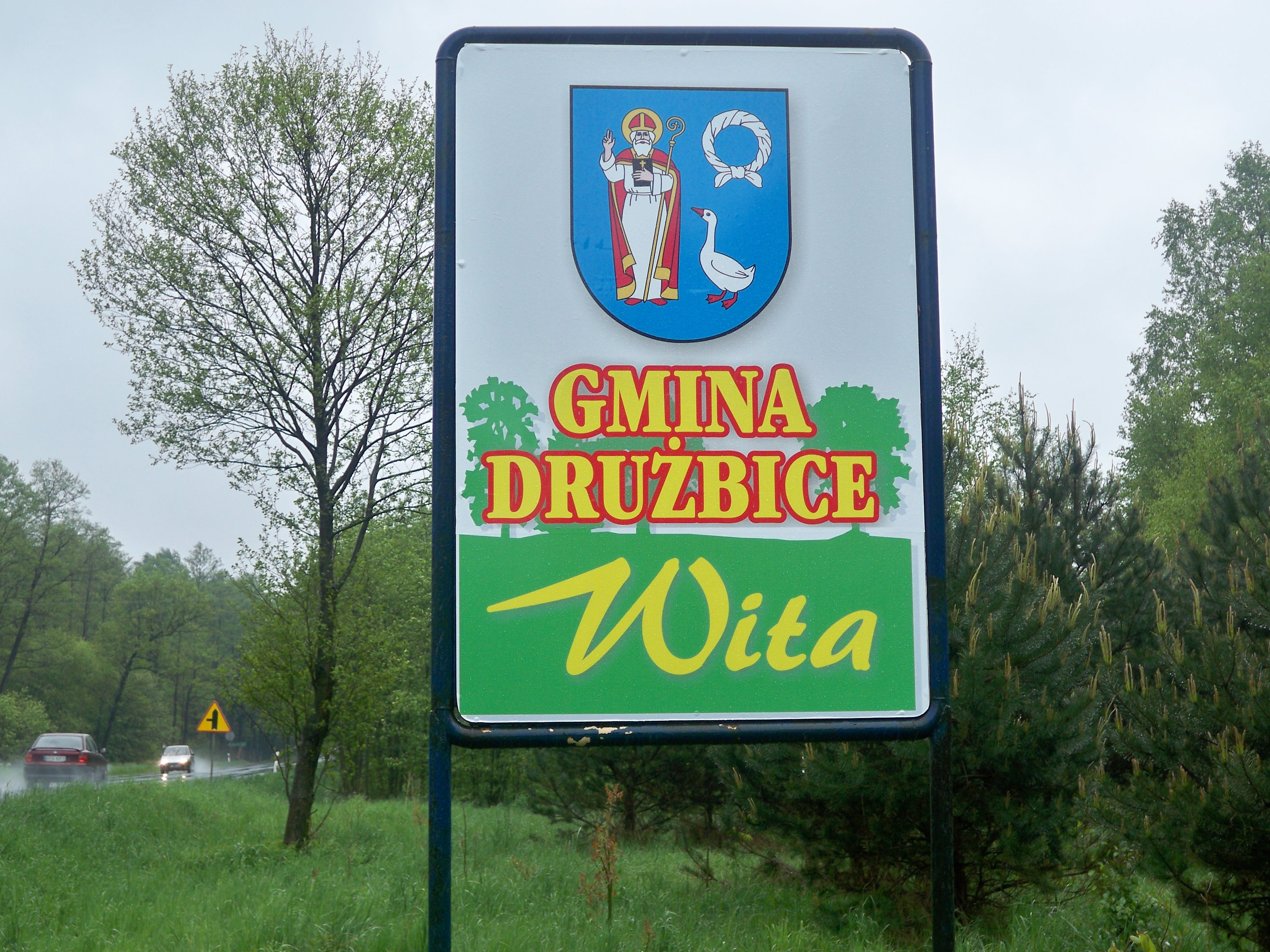
Witacz od strony Dłutowa

Według danych z 31 grudnia 2007 gminę zamieszkiwały 4934 osoby.

## Struktura powierzchni
Według danych z roku 2007 gmina Drużbice ma obszar 113,33 km², w tym:
- użytki rolne: 77%
- użytki leśne: 17%

Gmina stanowi 11,71% powierzchni powiatu bełchatowskiego.

## Demografia

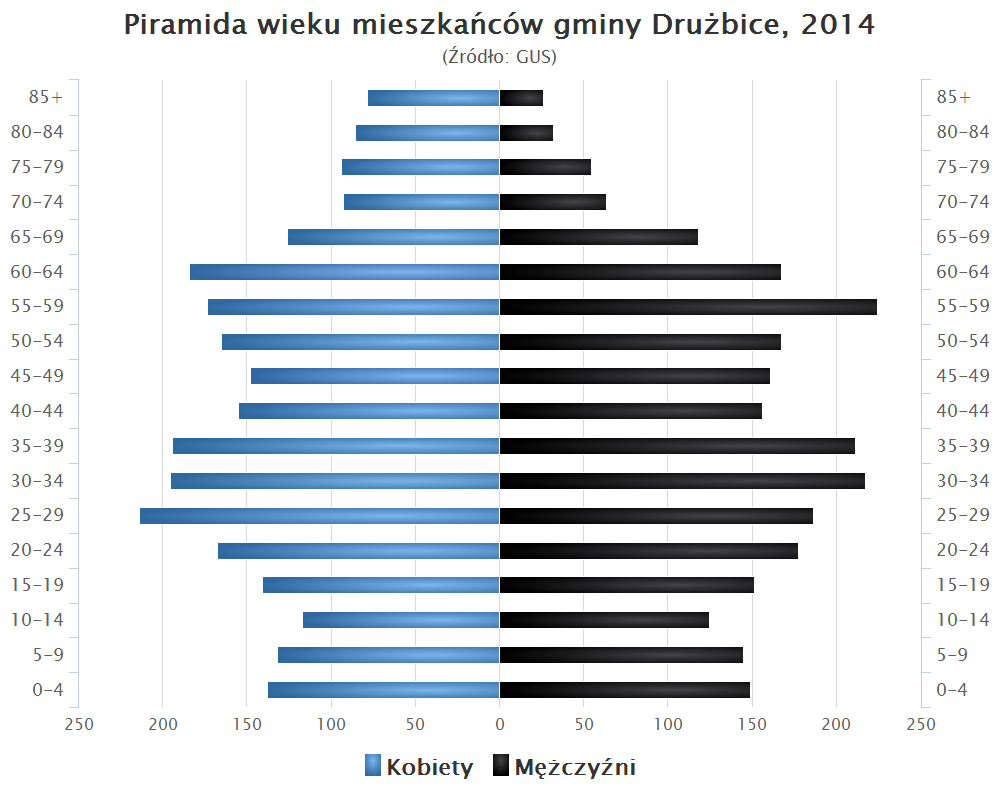
Piramida wieku mieszkańców gminy Drużbice w 2014 roku

Dane z 31 grudnia 2007:
| Opis                              | Ogółem | Ogółem | Kobiety | Kobiety | Mężczyźni | Mężczyźni |
| --------------------------------- | ------ | ------ | ------- | ------- | --------- | --------- |
| jednostka                         | osób   | %      | osób    | %       | osób      | %         |
| populacja                         | 4934   | 100    | 2548    | 51,6    | 2386      | 48,4      |
| gęstość zaludnienia (mieszk./km²) | 44     | 44     | 22      | 22      | 21        | 21        |

## Sołectwa
Brzezie, Bukowie Dolne, Bukowie Górne, Chynów, Drużbice, Drużbice-Kolonia, Głupice, Gręboszów, Hucisko, Józefów, Kazimierzów, Kącik, Kobyłki, Łęczyca, Patok, Podstoła, Rasy, Rawicz, Rożniatowice, Skrajne, Stefanów, Stoki, Suchcice, Teofilów, Teresin, Wadlew, Wdowin, Wdowin-Kolonia, Wola Rożniatowska, Zabiełłów, Zwierzyniec

## Pozostałe miejscowości
Czarny Las, Depczyk, Gadki, Głupice-Parcela, Helenów, Janówek, Katarzynka, Kępa, Łazy, Marki, Nowa Wieś, Pieńki Głupickie, Rawicz-Podlas, Wola Głupicka, Wrzosy, Zalesie, Zofiówka, Żbijowa.

## Sąsiednie gminy
Bełchatów, Dłutów, Grabica, Wola Krzysztoporska, Zelów